# Nils Westberg
Nils Erik Westberg, född 29 april 1930 i Hudiksvall, död 31 oktober 1993 i Rogsta församling, Gävleborgs län, var en svensk präst.
Westberg växte upp i Hälsingtuna och Härnösand, avlade efter studentexamen i Härnösand 1950 folkskollärarexamen i Gävle 1954. Han var därefter folkskollärare i Gävle och från 1960 ämneslärare i engelska och svenska i Gävle, Hammarstrand och Hudiksvall. Han prästvigdes 1972 och var därefter kyrkoadjunkt i Hälsingtuna församling, i Ilsbo församling från 1975, blev kyrkoherde i Hassela församling 1977, i Rogsta församling 1982 och kontraktsprost i Nordanstigs kontrakt 1983.